# Ahok Amrohi
Ahok (o Ashok) Kumar Amrohi (India, 13 de octubre de 1955 - Gurgaon, 27 de abril de 2021) fue un médico y diplomático indio, que se desempeñó como Embajador en Brunéi, Mozambique y Argelia. 

## Reseña biográfica
Nació en octubre de 1955. Estudió Medicina, obteniendo una licenciatura en esta disciplina, y obtuvo una maestría en Ciencias Políticas.
En 1981 se unió al Servicio Exterior del Ministerio de Asuntos Exteriores de India, desempeñándose como cónsul en Bagdad, Mascate, Rabat, Viena y Doha. Entre febrero de 2003 y julio de 2005 se desempeñó como Subsecretario del Ministerio de Relaciones Exteriores a cargo de la División de Consulados, Pasaportes y Visas; al mismo tiempo se desempeñó como Director de Pasaportes.
El 4 de marzo de 2005 fue nombrado como Embajador de India en Argelia, comenzando a ejercer tal cargo en agosto de 2005. Ocupó ese puesto hasta octubre de 2009. De allí pasó a ser Embajador en Mozambique.
En agosto de 2013 se convirtió en Alto Comisionado en Brunéi y asumió tal cargo el 8 de enero de 2014. Siguió en el puesto hasta agosto de 2015. 
Falleció víctima del COVID-19 el 27 de abril de 2021, cuando el país atravesaba su peor momento, en la ciudad de Gurgaon, a las afueras del hospital Gurgaon Medanta, cuando esperaba un turno para ser atendido.